# Listă de denumiri dacice
Aceasta este o listă de denumiri dacice (nu toate de origine dacică), cu echivalentul modern actual și sursa care le atestă.
Uneori surse diferite foloseau scrieri diferite ale aceluiași cuvânt, de aceea aici sunt scrise toate variantele.

## Antroponime

### A
| Nume dac | Varianta românească | Etimologie sugerată | Atestare                                                                                       | Observații                            |
| -------- | ------------------- | ------------------- | ---------------------------------------------------------------------------------------------- | ------------------------------------- |
| Avizina  |                     |                     | Ostracon al cavaleriei dacice recrutată după cucerirea romană și staționată în estul Egiptului | Probabil este legat de numele Vezina. |

### N
| Nume dac  | Varianta românească | Etimologie sugerată                                                                          | Atestare                                                                                               | Observații                                                                                             |
| --------- | ------------------- | -------------------------------------------------------------------------------------------- | --- | --- |
| Natoporus | Natopor             | cf. sanscrită nata 'îndoit', de nam 'îndoire' and cf. Nath 'sprijinire', 'căutare de ajutor' | Prinț dac dintr-o familie regală al unui trib costoboc, menționat pe o inscripție romană (II No. 1801) | Vezi și dacul Natu-spardo (atestat de Ammianus) Unii cercetători îl consideră ca fiind un nume tracic. |

### O
| Nume dac      | Varianta românească | Etimologie sugerată                | Atestare  | Observații |
| ------------- | ------------------- | ---------------------------------- | --------- | ---------- |
| Oroles, Orola |                     | Din ar-, or- ‘vultur, pasăre mare’ | Prinț dac |            |

### R
| Nume dac      | Varianta românească | Etimologie sugerată | Atestare                                                                                       | Observații |
| ------------- | ------------------- | --- | ---------------------------------------------------------------------------------------------- | --- |
| Rescuturme    |                     | Posibilă legătură cu cuvântul arian rai "splendoare, paradis" și raevant, revant "briliant", dacă "-sk" e parte a derivării. | Numele unei femei dacice. Inscripția (CIL III 1195),                                           | cf. numele Resculum (un cătun în Dacia) și Rascuporis / Rascupolis (nume găsit în triburile tracice ale sapeilor și bitinilor) |
| Rhemaxos      |                     | | Rege get care a domnit la nord de Dunăre în jurul anului 200 î.e.n.                            | |
| Rholes, Roles |                     | | Căpetenie getică în Sciția Mică (Dio Cassius)                                                  | |
| Rigozus       |                     | | Antroponim.                                                                                    | |
| Rolouzis      |                     | | Ostracon al cavaleriei dacice recrutată după cucerirea romană și staționată în estul Egiptului | |
| Rubobostes    |                     | | Rege dac în Transilvania secolului II î.e.n.                                                   | |

### S
| Nume dac | Varianta românească | Etimologie sugerată                    | Atestare                | Observații                                                                                         |
| -------- | ------------------- | -------------------------------------- | ----------------------- | -------------------------------------------------------------------------------------------------- |
| Scorylo  | Scorilo             | Din rădăcina *sker 'a sări, a se roti' | Numele unui general dac | Alte variante: Scoris (Scorinis) Este un nume "regal" dacic, găsit și la tracii din sudul Dunării. |

### T
| Nume dac              | Varianta românească | Etimologie sugerată                               | Atestare | Observații |
| --------------------- | ------------------- | ------------------------------------------------- | --- | ---------- |
| Tarbus                |                     | "tare, puternic" cf. bactriană thaurva (de tarva) | Posibil prinț al dacilor liberi |            |
| Thiadicem             |                     |                                                   | Ostracon al cavaleriei dacice recrutată după cucerirea romană și staționată în estul Egiptului |            |
| Thiamarkos            |                     |                                                   | Rege dac (inscripția "Basileys Thiamarkos epoiei") |            |
| Thiaper               |                     |                                                   | Ostracon al cavaleriei dacice recrutată după cucerirea romană și staționată în estul Egiptului |            |
| Tiati                 |                     |                                                   | În inscripția CIL VI 1801 de la Roma. |            |
| Tiatitis              |                     |                                                   | Ostracon al cavaleriei dacice recrutată după cucerirea romană și staționată în estul Egiptului |            |
| Tsinna, Zinnas, Sinna |                     |                                                   | - Zinnas în IOSPE I2 136, Olbia, finele sec. I î.e.n. - începutul sec. II e.n. - Tsinna fiul lui Bassus în ISM V 27, Capidava (Sciția Mică), 2nd century - Titus Aurelius Sinna din Ratiaria (Moesia Superior) în CIL III 14507, Viminacium (Moesia Superior), anul 195 - Sinna într-o diplomă militară din anul 246 (fără alte detalii, dar publicată de Peter Weiss în "Ausgewahlte neue Militardiplome" în Chiron 32 (2002), p. 513-7) |            |
| Tsiru                 |                     |                                                   | Tsiru fiul lui Bassus în ISM V 27, Capidava (Sciția Mică), sec. II |            |

### V
| Nume dac | Varianta românească | Etimologie sugerată                  | Atestare | Observații |
| -------- | ------------------- | ------------------------------------ | -------- | ---------- |
| Vezina   |                     | 'Activ, viguros, energetic' PIE *ueg | Nume dac |            |

### Z
| Nume dac                                       | Varianta românească | Etimologie sugerată | Atestare | Observații                                                                                                  |  |
| ---------------------------------------------- | ------------------- | ------------------- | --- | --- |  |
| Zalmoxis                                       | Zamolxe             |                     | Zeu al dacilor, cunoscut colocvial în limba română ca și Zamolxe                                                    | |  |
| Zebeleizis, Gebeleizis, Gebeleixis, Nebeleizis |                     |                     | Alte variante de nume al zeului dac Zamolxe                                                                         | |  |
| Zia                                            |                     |                     | "iapă" cf. tracă Ziaka, sanscrită hayaka "cal" (Vezi Ziacatralis nume trac, care înseamnă "cel care hrănește caii") | Numele unei prințese dacice Altă variantă: Ziais                                                            |  |
| Zoutula                                        |                     |                     | Ostracon al cavaleriei dacice recrutată după cucerirea romană și staționată în estul Egiptului                      | |  |
| Zyraxes                                        | Ziraxes             |                     | Prinț al geților | Un nume asemănător îl are orașul Zurobara unde bara / vara = "oraș" și zuro = "fortificat" Vezi și Zurobara |  |

## Toponime
| Nume dac                                                                                | Locație                                                           | Etimologie | Atestare | Observații                                               |  |
| --------------------------------------------------------------------------------------- | ----------------------------------------------------------------- | --- | --- | -------------------------------------------------------- |  |
| Acidava (Acidaua)                                                                       | Enoșești, județul Olt, România                                    | | Tabula Peutingeriana |                                                          |  |
| Amutria (Amutrion, Amutrium, Admutrium, Ad Mutrium, Ad Mutriam, greacă veche Ἀμούτριον) |                                                                   | | Se consideră a fi într-una din următoarele locații din Oltenia: - Valea Perilor, comuna Cătunele, județul Gorj - Motru, județul Gorj - Gura Motrului, comuna Butoiești, Mehedinți - Botoșești-Paia, județul Dolj | Ptolemeu în lucrarea sa Geographia, Tabula Peutingeriana |  |
| Apula (Apulon)                                                                          | Piatra Craivii, la 20 km nord de Alba-Iulia, România              | | Tabula Peutingeriana | Apulum în latină, vezi și Apuli                          |  |
| Bersobis (Berzobim)                                                                     | Berzovia, județul Caraș-Severin, pe malul râului Bârzava, România | "alb, strălucitor" incluzând mesteacăn din rădăcina *bhereg > ber(e)z Alternativ, ar putea fi comparat cu Berzama, nume de localitate din Tracia, între Amhialos și Kabyle, și din bactriană Bareza ‘înălțime’ | Singura propoziție care a supraviețuit din jurnalul de campanie a lui Traian, în lucrarea în latină a lui Priscian, Institutiones grammaticae                                                                    |                                                          |  |
| Napoca (Napuca)                                                                         | Cluj-Napoca, județul Cluj, România                                | Următoarele sunt cele mai importante ipoteze privind etimologia denumirii Napoca': - Nume în limba dacă având aceeași rădăcină "nap" (cf. armana veche rădăcină "nap") cu cel al râului Naparis, atestat de către Herodot. Are un sufix augmentativ, uk/ok, însemnând peste, mare - Formă derivată din numele tribului scit dacizat, Napae - Nume probabil asemănător cu elementul autohton (trac) din limba română, cuvântul năpârcă 'viperă' cf. albaneză nepërkë, nepërtkë - Nume derivat din greaca veche napos (νάπος) "vale împădurită" - Nume derivat din proto-indo-europeană *snā-p- (Pokorny 971-2) "a curge, a înnota, umed". Indiferent de aceste ipoteze, cercetătorii sunt de acord că acest nume precedă cucerirea romană (106 e.n.). | Tabula Peutingeriana |                                                          |  |

## Hidronime
| Nume dac                               | Nume românesc  | Etimologie | Atestare           |
| -------------------------------------- | -------------- | --- | ------------------ |
| Alutus, Aloutas                        | Olt            | Posibila etimologie: "alu" (sanscrita), insemnand "pluta, obiect plutitor, ulcior de apa, recipient mic cu apa". | Ptolemeu, Iordanes |
| Amutrion, Amutria                      | Motru          | |                    |
| Argessos, Ordessos                     | Argeș          | |                    |
| Buseos                                 | Buzău          | în original Μ[π]ουσεος, iar Μπ se pronunță B |                    |
| Crisus                                 | Criș           | |                    |
| Donaris                                | Dunărea de Sus | |                    |
| Hyerassus, Tiarantos, Gerasus, Seratos | Siret          | |                    |
| Istros                                 | Dunărea de Jos | Numele Istros, din greaca antică, a fost împrumutat din tracă/dacă, înseamnând "puternic, rapid", asemănător cu cuvântul din sanscrită is.iras "rapid". |                    |
| Maris, Marisos                         | Mureș          | | Herodot, Strabon   |
| Naparis                                | Ialomița       | a) Conform lui Russu, 'curgere' / 'umezeală', are probabil aceeași rădăcină cu Napoca (actualul oraș Cluj-Napoca) b) Conform lui Pârvan, după Tomaschek, are o însemnătate asemănătoare cu lituanianul Napras, cu o probabilitate ridicată de a se trage din rădăcina nebh-“a izvorî”. c) Conform lui Bogrea, 'izvor' comparat cu persana veche napas ‘izvor’ | Herodot (IV 48)    |
| Patissus, Pathissus, Tisia             | Tisa           | |                    |
| Pyretus, Pyretos, Pyresos, Porata      | Prut           | |                    |
| Rabon                                  | Jiu            | |                    |
| Samus                                  | Someș          | |                    |
| Sargetia                               | Strei          | |                    |
| Tyras                                  | Nistru         | |                    |
| Tibisis                                | Timiș          | | Herodot            |